# Dipentodontaceae
Dipentodontaceae is een botanische naam, voor een familie van tweezaadlobbige planten. Een familie onder deze naam wordt met enige regelmaat erkend door systemen voor plantentaxonomie, en ook door het APG-systeem (1998), dat de familie echter niet in een orde plaatst.
Het APG II-systeem (2003) erkent de familie niet. De APWebsite [11 feb. 2008] en het APG III-systeem (2009) erkennen de familie weer wel en plaatsen haar in een orde Huerteales.
Indien erkend, gaat het om een heel kleine familie, die voorkomt in Zuid China en aangrenzende landen.
Het Cronquist systeem (1981) plaatste de familie in de orde Santalales.